# Euphorbia fulgens
Euphorbia fulgens es una especie fanerógama perteneciente a la familia Euphorbiaceae. Es endémica de México.

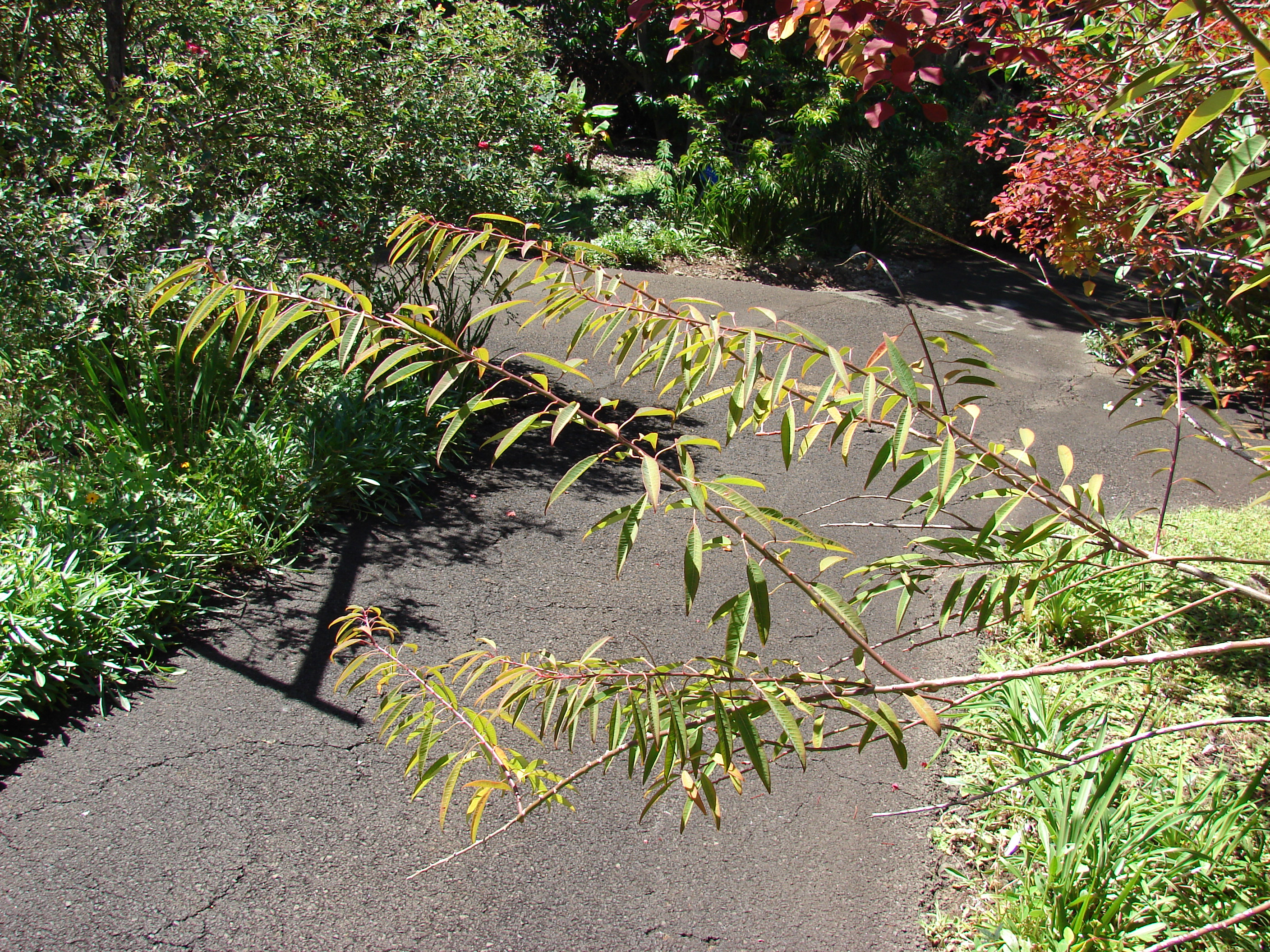
Detalle de las ramas

## Descripción
Es un arbusto caducifolio que alcanza un tamaño de 1-1,5 m de altura. Tiene los tallos lisos, largos, brillantes y arqueados. Las hojas son lanceoladas, de 7-13 cm de largo y 1,2 a 2,5 cm de ancho, estrechas, puntiagudas, enteras, de color verde oscuro con pecíolos.
Las flores se encuentran en  umbelas axilares. 

## Usos
Se cultiva como planta de interior. Florece en el hogar desde noviembre a febrero. La floración puede durar todo el año, si se presta la atención adecuada a las plantas. 
Los tallos cortados de estas plantas son muy llamativos y se pueden utilizar para la decoración de ramos de flores.
En invierno, las hojas brillantes se caen si la planta carece de la humedad o se encuentra en un lugar extremadamente frío.

## Taxonomía
Euphorbia fulgens fue descrita por Karw. ex Klotzsch y publicado en Allgemeine Gartenzeitung 2: 26. 1834.
Etimología
Euphorbia: nombre genérico que deriva del médico griego del rey Juba II de Mauritania (52 a 50 a. C. - 23), Euphorbus, en su honor – o en alusión a su gran vientre –  ya que usaba médicamente Euphorbia resinifera. En 1753 Carlos Linneo asignó el nombre a todo el género.
fulgens: epíteto latino que significa "brillante".
Sinonimia
- Euphorbia jacquiniiflora Neumann
- Euphorbia jacquiniiflora Hook.
- Trichosterigma fulgens (Karw. ex Klotzsch) Klotzsch & Garcke[4][5]